# دوازده یار اوشن (فیلم)
دوازده یار اوشن (به انگلیسی: Ocean's Twelve) فیلمی به کارگردانی استیون سودربرگ محصول سال ۲۰۰۴ آمریکا است این فیلم دومین فیلم از سری فیلم‌های اوشن است که از بازیگران اصلی آن می‌توان به جرج کلونی، برد پیت، مت دیمون، اندی گارسیا، کاترین زیتا جونز، جولیا رابرتس، برنی مک، دان چیدل، کیسی افلک، ونسان کسل، اسکات کان، آلبرت فینی، الیوت گولد، توفر گریس و بروس ویلیس اشاره کرد.

## خلاصه داستان
«دنیل اوشن» یک نفر دیگر را هم به تیمش اضافه می‌کند تا بتواند سه سرقت بزرگ را در اروپا انجام دهد.